# Tempio (romanzo)
Tempio (Temple) è un romanzo d'azione e avventura dello scrittore australiano Matthew Reilly.

## Trama
1999: William Race, mite professore di lingue viene assoldato dall'esercito degli Stati Uniti d'America e portato nella foresta pluviale.
Il suo compito è tradurre un antico manoscritto compilato dal monaco Alberto Santiago durante l'occupazione spagnola dell'impero Inca, e che rivela l'ubicazione di un idolo.
Questa scultura che ha la forma di una testa di leopardo è costruita con il tirio un minerale di origine spaziale che può essere utilizzato come motore per la Supernova, un'arma in grado di distruggere la civiltà umana e l'intero pianeta.
Il Tempio, in cui si dovrebbe trovare l'idolo è però protetto da giganteschi felini carnivori, chiamati "Rapa", e il recupero viene inoltre bloccato dall'intervento di un commando militare tedesco.
Questi vogliono recuperare l'idolo prima che lo facciano Ehrhardt e il suo scagnozzo Anistaze, capi di un gruppo terrorista nazista in possesso di una Supernova.
I nazisti riescono ad ottenere l'idolo, e Race e i suoi compagni sono costretti a riprenderlo.
William uccide prima Anistaze e successivamente Ehrhardt, riuscendo a disinnescare la Supernova ed impedire l'esplosione.
Ma presto tutti si rendono conto che il vero idolo, è tenuto in un villaggio poco lontano dal Tempio.
Ma i guai non sono finiti: William scopre che l'esercito che lo ha assoldato e la Marina degli Stati Uniti sono nel bel mezzo di una guerra di potere che ha lo scopo di ottenere la Supernova, e inoltre l'idolo viene rubato da un pazzo, un ex SEAL di nome Earl Bittiker, capo di un'organizzazione apocalittica che vuole distruggere il mondo, colpevole di numerosi delitti tra cui lo stupro di un soldato donna.
Dopo un ultimo e spaventoso scontro, William elimina Bittiker e riconsegna l'idolo al villaggio da cui era stato rubato.

## Caratteristiche
Il romanzo è diviso in due filoni narrativi: l'avventura ai giorni nostri del professor William Race e la storia del monaco Alberto Santiago durante l'occupazione spagnola dell'impero incas, e la sua fuga con l'idolo per impedire che finisca in mano ai Pizzaro.
Ne esce un ottimo racconto, mescolanza tra l'avventura stile Indiana Jones e il thriller d'azione tipico di Reilly.
Le pecche però rimangono sempre le stesse e costanti per Reilly: il suo terzo romanzo è privo di un'approfondita ispezione psicologica dei personaggi, descritti superficialmente. I cattivi sono sempre trucidi malvagi, privi di ogni cuore o moralità, nazisti e avvenisti, che puntualmente vengono sconfitti, attraverso azioni rocambolesche oltre ogni limite del possibile.

## Edizioni
- Matthew Reilly, Tempio, traduzione di Michela Puorto, Baldini Castoldi Dalai editore, 2001,  p. 557.